# Floridatown
Floridatown es un lugar designado por el censo ubicado en el condado de Santa Rosa en el estado estadounidense de Florida. En el Censo de 2010 tenía una población de 244 habitantes y una densidad poblacional de 233,77 personas por km².

## Geografía
Floridatown se encuentra ubicado en las coordenadas 30°34′57″N 87°9′39″O / 30.58250, -87.16083. Según la Oficina del Censo de los Estados Unidos, Floridatown tiene una superficie total de 1.04 km², de la cual 1.03 km² corresponden a tierra firme y (0.99%) 0.01 km² es agua.

## Demografía
Según el censo de 2010, había 244 personas residiendo en Floridatown. La densidad de población era de 233,77 hab./km². De los 244 habitantes, Floridatown estaba compuesto por el 93.85% blancos, el 0% eran afroamericanos, el 1.23% eran amerindios, el 0% eran asiáticos, el 0% eran isleños del Pacífico, el 2.05% eran de otras razas y el 2.87% pertenecían a dos o más razas. Del total de la población el 2.05% eran hispanos o latinos de cualquier raza.